# El Alcázar
El Alcázar är en ort i Argentina.   Den ligger i provinsen Misiones, i den nordöstra delen av landet, 900 km norr om huvudstaden Buenos Aires. El Alcázar ligger 210 meter över havet och antalet invånare är 5 127.
Terrängen runt El Alcázar är platt, och sluttar norrut. Närmaste större samhälle är Montecarlo, 17,5 km norr om El Alcázar. 
I omgivningarna runt El Alcázar växer i huvudsak städsegrön lövskog. Runt El Alcázar är det ganska glesbefolkat, med 23 invånare per kvadratkilometer.